# Octobre 1834

## Événements

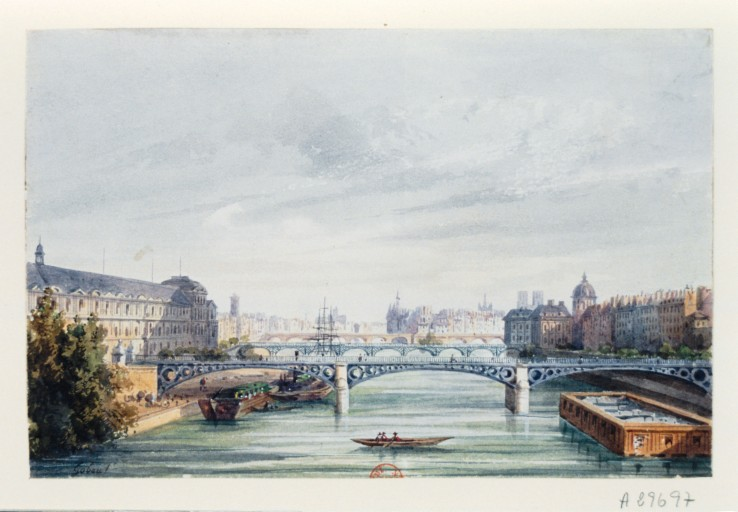
Le pont du Carrousel

- Échec au théâtre de Versailles de la pièce de Chateaubriand, Moïse.

- 8 octobre, France : début de la parution du Réformateur, journal d'opposition républicaine de François-Vincent Raspail.

- 11 octobre, France : le journal La Tribune reparaît.

- 16 octobre, Royaume-Uni : le palais de Westminster, siège du parlement britannique, est détruit par un incendie. Il est reconstruit dans le style néogothique par l’architecte Charles Barry en 1837. Les Communes retournent y siéger en 1847, mais l’édifice n’est achevé qu’en 1860.

- 23 octobre : mort de Fath 'Ali Chah après 37 ans de règne. Mohammad Chah règne sur la Perse. Gouverneur d’Azerbaïdjan, il marche sur Téhéran avec une escorte anglo-russe et nomme Premier ministre la gouverneur de Tabriz, Kaïm Hakan. Il favorise les relations avec la Russie aux dépens de la Grande-Bretagne.

- 29 octobre, France : démission du maréchal Gérard, favorable à l’amnistie des insurgés d’avril, réclamée par le Tiers Parti mais à laquelle s’opposent Guizot, Thiers et le roi.

- 30 octobre, France : inauguration du pont du Carrousel à Paris.

## Naissances
- 6 octobre : Alfred Naquet (mort en 1916), médecin, chimiste et homme politique français.
- 15 octobre : Friedrich Tietjen (mort en 1895), astronome allemand.
- 19 octobre : Jean-Baptiste-Augustin Nemoz (mort en 1897), peintre français.

## Décès
- 8 octobre : François-Adrien Boïeldieu, compositeur français (° 1775).
- 10 octobre : Thomas Say (né en 1787), naturaliste et zoologiste américain.
- 12 octobre : Carlos de Gimbernat (né en 1768), géologue et naturaliste espagnol.
- 31 octobre : Éleuthère Irénée du Pont de Nemours (né en 1771), chimiste et industriel américain.